# Thomas Ball Barratt
Thomas Ball Barratt (ur. 22 lipca 1862 w Kornwalii w Anglii, zm. 29 stycznia 1940 w Oslo) – norweski pastor i pierwszy propagator pentekostalizmu w Europie.

## Życiorys
W 1905 jako przedstawiciel parafii metodystycznej w Oslo, udał się do Stanów Zjednoczonych w celu zebrania funduszy na budowę nowej siedziby. W listopadzie 1906 podczas pobytu w Nowym Jorku, usłyszał o Przebudzeniu przy Azusa Street w Los Angeles z tegoż roku.
W dniu 7 października 1906 w swoim pokoju w Nowym Jorku miał przeżycie, które określił jako Chrzest w Duchu Świętym, a 15 listopada 1907 miał otrzymać dar mówienia językami.
W grudniu 1906 powrócił do Norwegii. Od następnego roku nie mając funduszy i wsparcia kościoła metodystycznego rozpoczął organizować pierwsze spotkania w dużej sali gimnastycznej w Oslo. Wkrótce te pierwsze w Europie zgromadzenia zielonoświątkowe przyciągnęły uwagę opinii międzynarodowej, a on sam stał się jednym z pionierów ruchu zielonoświątkowego w Europie. Stał się gorliwym propagatorem pentekostalizmu zarówno w swoim kraju, jak i w innych krajach starego kontynentu.
Do Oslo zaczęli przyjeżdżać tacy ludzie jak Lewi Pethrus ze Szwecji, Alexander Boddy z Anglii czy Jonathan Paul z Niemiec, którzy potem stali się krzewicielami ruchu zielonoświątkowego w swoich krajach.